# László Zarándi
László Zarándi (* 10. Juni 1929 in Kiskunfélegyháza; † 14. August 2023) war ein ungarischer Leichtathlet, der sich auf den 100-Meter-Lauf spezialisiert hatte und international vor allem als Staffelläufer erfolgreich war.

## Leben
Bei den Olympischen Spielen 1952 in Helsinki gewann die ungarische 4-mal-100-Meter-Staffel in der Aufstellung László Zarándi, Géza Varasdi, György Csányi und Béla Goldoványi die Bronzemedaille hinter der US-amerikanischen und der sowjetischen Mannschaft. Über 100 Meter schied Zarándi im Vorlauf aus.
Bei den Leichtathletik-Europameisterschaften 1954 in Bern gelang ihm der Titelgewinn in der 4-mal-100-Meter-Staffel. Die ungarische Mannschaft stellte in der Olympiabesetzung von 1952 mit einer Zeit von 40,6 Sekunden einen Meisterschaftsrekord auf und verwies die britische und die sowjetische Staffel auf die Plätze.
Im August 2023 starb Zarándi im Alter von 94 Jahren.